# Гімназійна набережна
Гімназійна набережна — вулиця в центрі міста Харкова, розташована на лівому березі річки Харків між проспектом Героїв Харкова та Харківським цирком. Знаходиться адміністративно в Основ'янському районі, у історичному районі Харкова, Заріччя.
Берег річки засаджений деревами, облаштований пішохідними доріжками. Набережна є одним з улюблених місць відпочинку харківців та гостей міста. Дорога яка проходить вздовж набережної має жвавий автомобільний рух.

## Історія

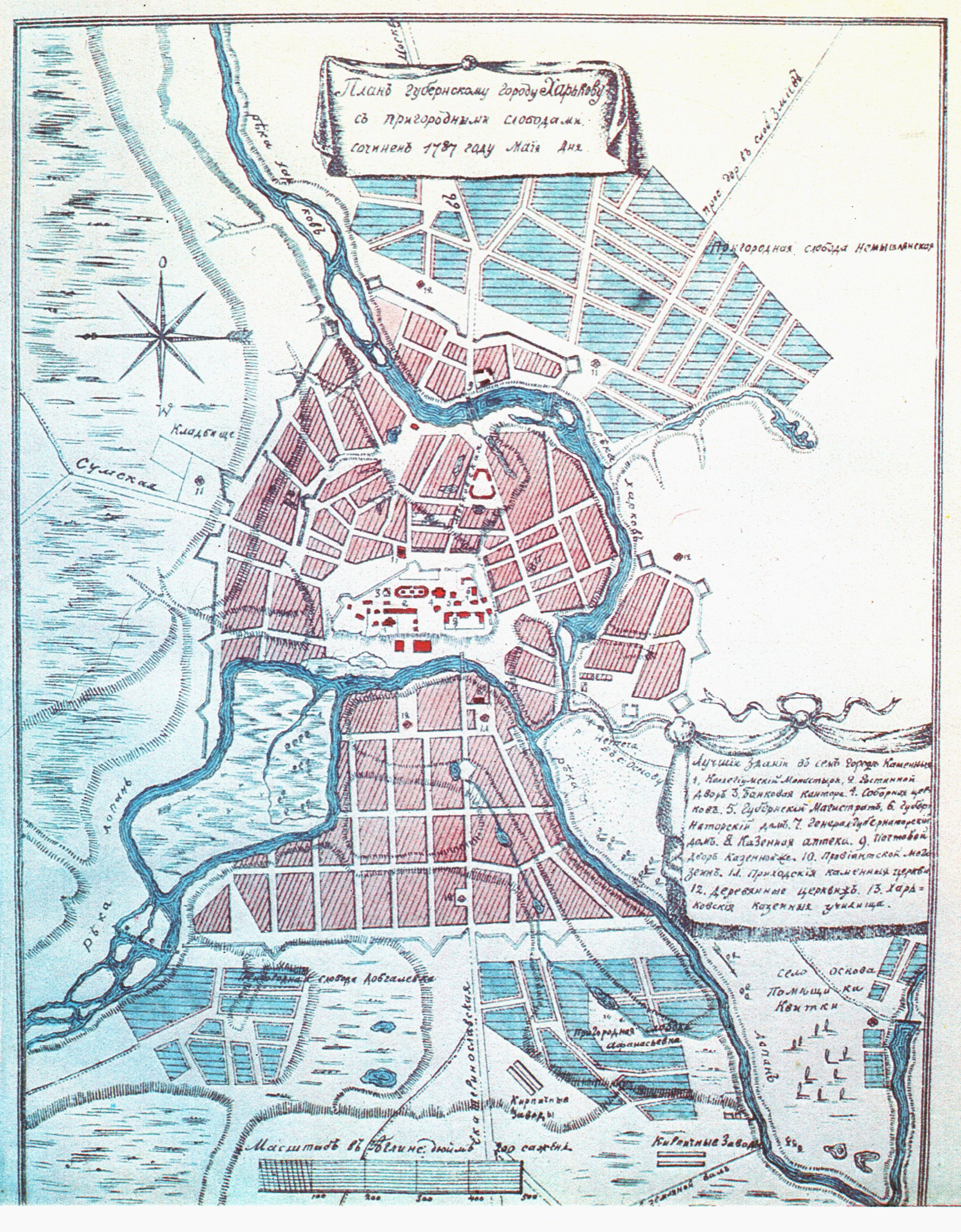
Мапа Харкова 1787 року, на якій цифрою «9», позначено поштовий двір, на місті якого пізніше з'явиться гімназія, що дасть назву набережній.

Виникнення цієї вулиці відноситься до другої половини XVIII сторіччя, у історичному районі міста, Заріччя. За відомостями за 1785 рік, на місті сучасного Харківського індустріально-педагогічного технікуму знаходився поштовий казенний двір, з будівлею Поштамту, який виходив фасадом до річки Харків. Початок сучасної Гімназійної набережної був межах міської оборонної стіни, яка закінчувалася біля Ковальського моста (в наш час не існує) через річку Харків, якій вів у Поділ.
У першій половині XIX сторіччя на місці поштової контори була зведена будівля у стилі класицизм, за проектом архітектора Є. Васильєва. У новобудові було розміщено Першу Харківську чоловічу гімназію. В зв'язку з відкриттям нової гімназії, вулиця вздовж річки отримала назву «Гімназійна набережна».
У роки СРСР набережній була дана нова ідеологічно доцільна для нової влади назва, перетворивши Гімназійну набережну на Червоношкільну. У будинку колишньої гімназії почала роботу 10-та міська школа.
Після закінчення Другої світової війни на набережній було возведено багато нових будівель. Значна хвиля реконструкції підпадає на другу половину 60-х років ХХ століття. Старі крихкі будівлі були знесені, а на їх місті були побудовані нові дев'ятиповерхові будинки, на перших поверхах яких розташовувалися філія Аерофлоту, Дім меблів та різноманітні крамниці. Також на набережній було возведено багатоповерхівку Українського державного проектно-технологічного та експериментального інституту верстатобудування (будинок № 16). Також на набережній було побудовано будівлю Українського відділення Всесоюзного державного проектно-вишукувального та науково-дослідницького інституту енергетичних систем та електричних ланцюгів -Енергомережпроект, заснованого у 1962 році.
Цирк з'явився у Харкові у 1886 році, й розміщувався на майдані Національної гвардії (до 2015 року площа Міліціонера). Але в зв'язку з ростом міста, та збільшення кількості його мешканців було вирішено побудувати йому нову, більш містку будівлю. У квітні 1974 року, відбулася перша вистава у новій будівлі Харківського цирку, розрахованої на 2000 глядачів, яка розташовується у західній частині Гімназійної набережної. Будівля Старого Цирку, існує й в наш час, і виконує допоміжні та підготовчі функції.
У 2016 році Гімназійній набережній була повернена її історична назва.

## Реконструкція

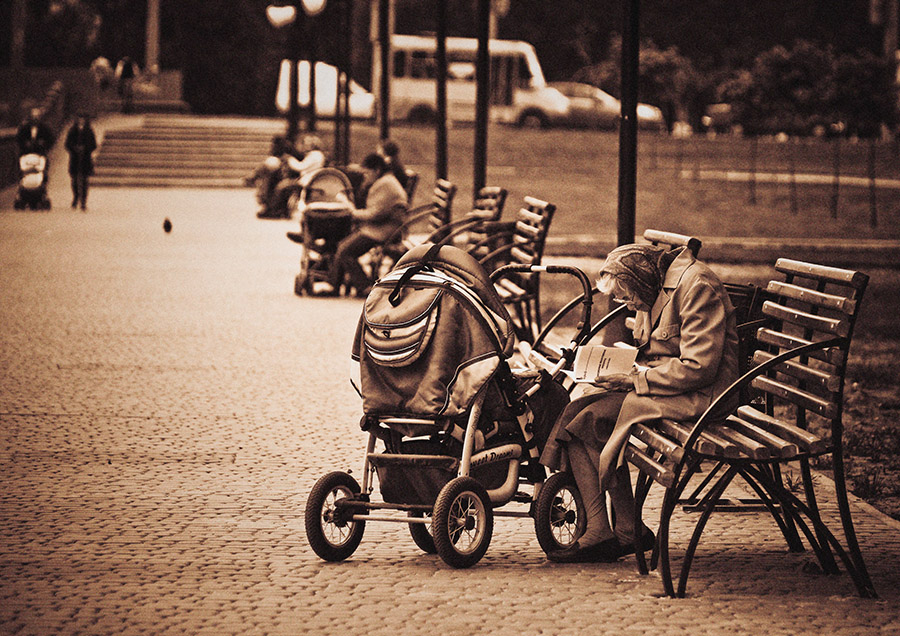
Гiмназiйна набережна, травень 2009 року. Автор фото: Осипов Олександр

Перша черга благоустрою набережної (ділянка від цирку до проспекту Гагаріна) була закінчена у 2008 році, друга (від проспекту Гагаріна до проспекту Героїв Харкова) в 2009.
У ході реконструкції/благоустрою за 2008 рік набережній було відновлено зовнішнє освітлення, встановлено 45 опор, 58 світильників, 50 садових лавок, обладнані 2 дитячі та спортивний майданчики. Виконано роботи з укладання 4 тис. м² тротуарної плитки. Було відновлено гранітну огорожу з декоративними ґратами.

## Місцезнаходження
Гімназійна набережна знаходиться у Основ'янському районі міста Харкова. Близько 5 хвилин пішого ходу від станції метро «Левада».
Вулиця починається від проспекту Героїв Харкова, біля Харківського моста через річку Харків (набережна річки по другий бік від Харківського мосту, носить назву Харківська). Йдучи вздовж річки Харків, Гімназійна набережна скінчується біля цирку, що на майдані Ірини Бугримової, де річку перетинає Нетіченський міст (набережна річки по другий бік від Нетеченського мосту, носить назву Нетеченська).
До Гімназійної набережної примикають вулиці Руставелі, Вернадського, Греківська, Університетська, а також провулок Євгена Чикаленка.

## Підприємства та заклади
- Харківське музичне училище імені Лятошинського (будинок № 1а);
- НДІ Укренергомережпроект (будинок № 2);
- Харківська філія «Приватбанк» (будинок № 14а, 16);
- НДІ природних газів (будинок № 20).

## Сквери та пам'ятники

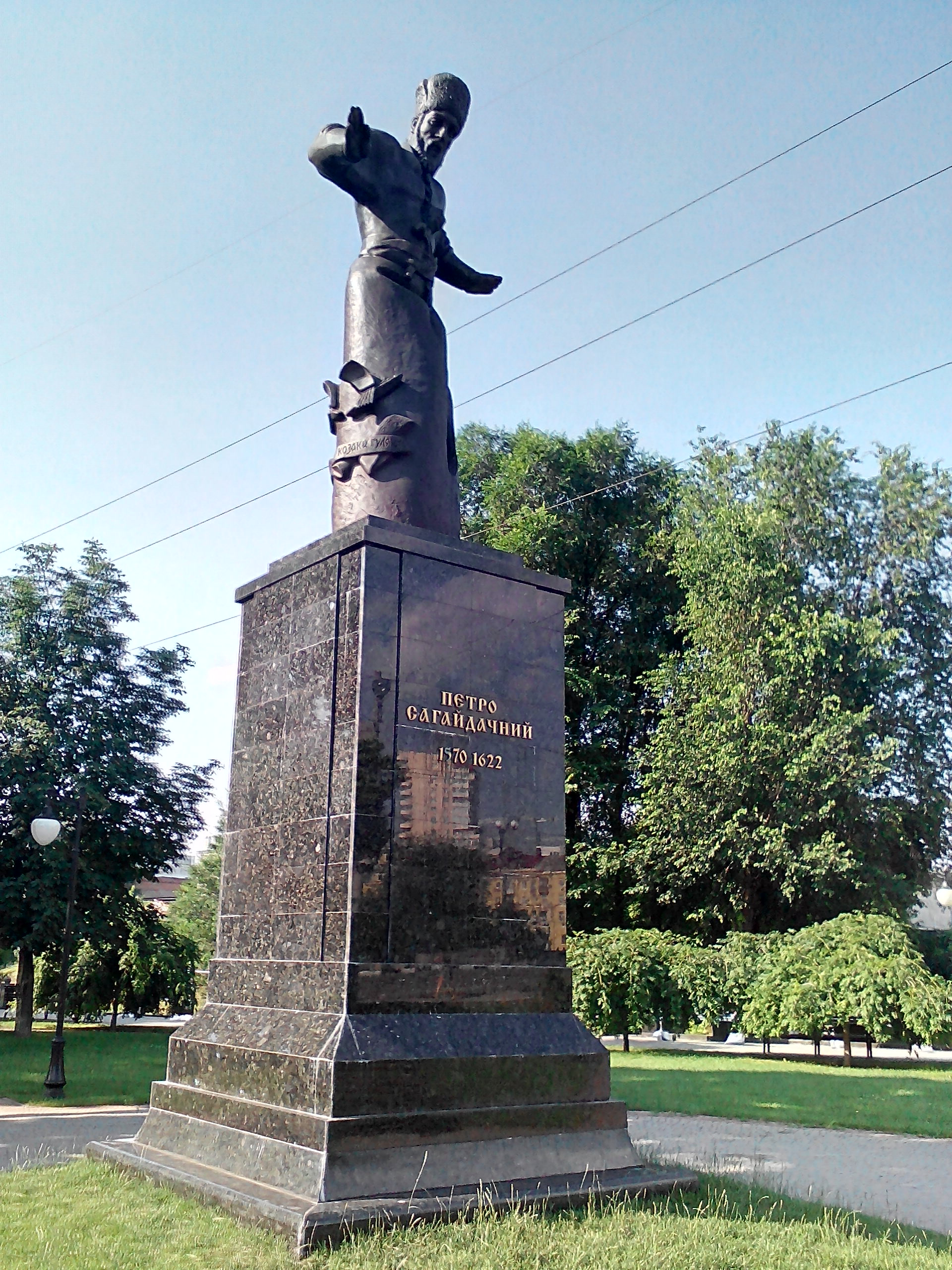
Пам'ятник гетьману Петру Конашевичу-Сагайдачному у сквері на набережній

На початку Гімназійної набережної, біля Харківського моста розташований Гімназійний сквер. 22 серпня 2015 року, у сквері було встановлено пам'ятник гетьману Петру Конашевичу-Сагайдачному, який до того було вивезено з окупованого Севастополя.
На стіні будинку № 1, де розміщується Харківське музичне училище ім. Лятошинського, встановлена пам'ятна табличка генерал-лейтенанту Карбишеву Д. М. (1880—1945), який у 1920-23 роках жив та працював у цьому будинку.

## Цікаві дані
Річка Харків мала острови, один з таких, Василівський острів, був розташований між Подільським провулком, та Гімназійною набережною. Острів остаточно зникає на мапах міста до 1887 року, ставши частиною набережною (в наш час на цьому місті розташоване автомобільне кільце з квітником у центрі). Не пізніше 1896 року (згідно мап) було перекинуто Подільський міст який з'єднав Поділ та Заріччя.

## Галерея

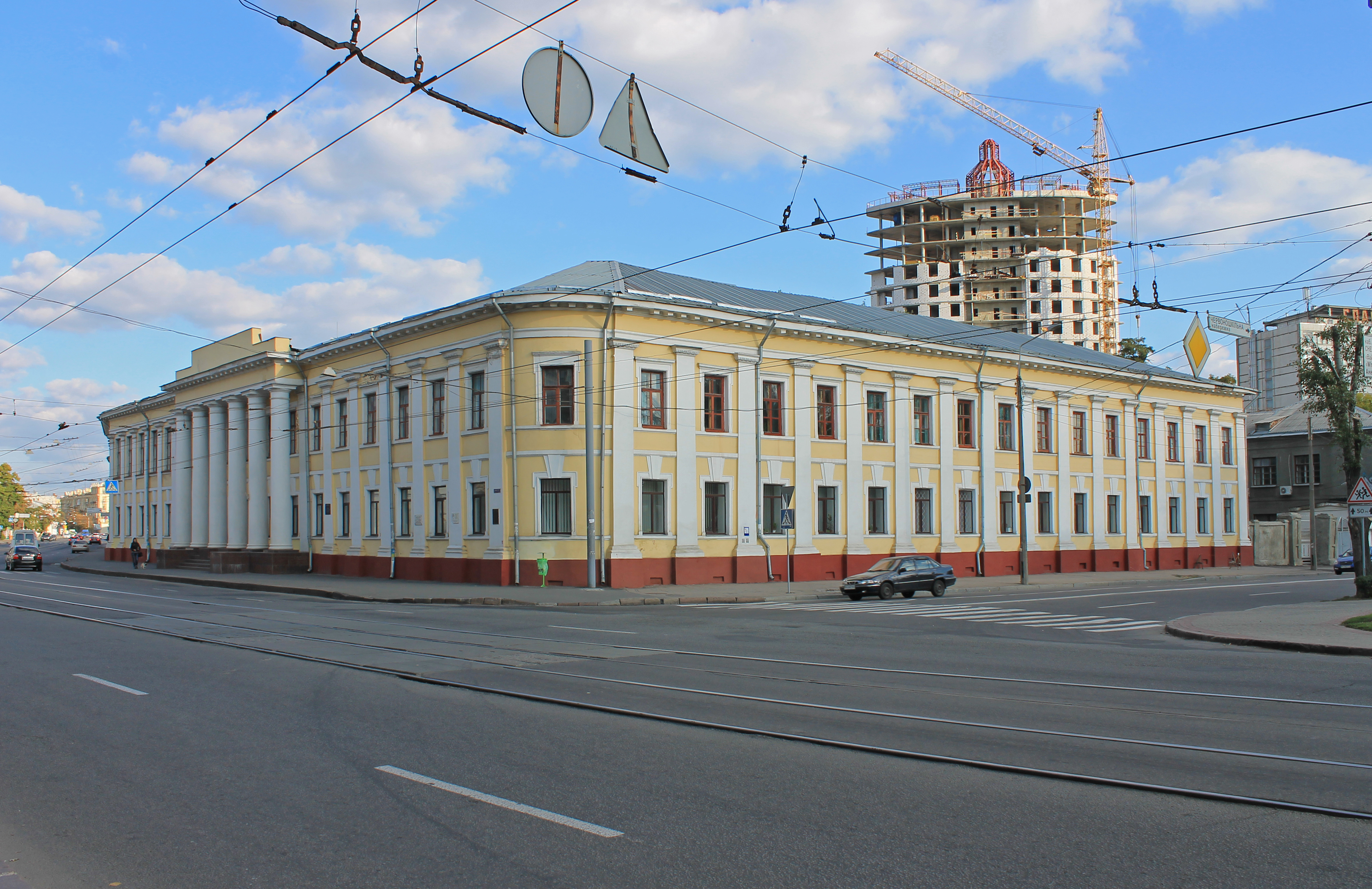
Будинок колишньої Першої чоловічої гімназїї, яка дала назву набережній. Початок Гімназійної набережної.
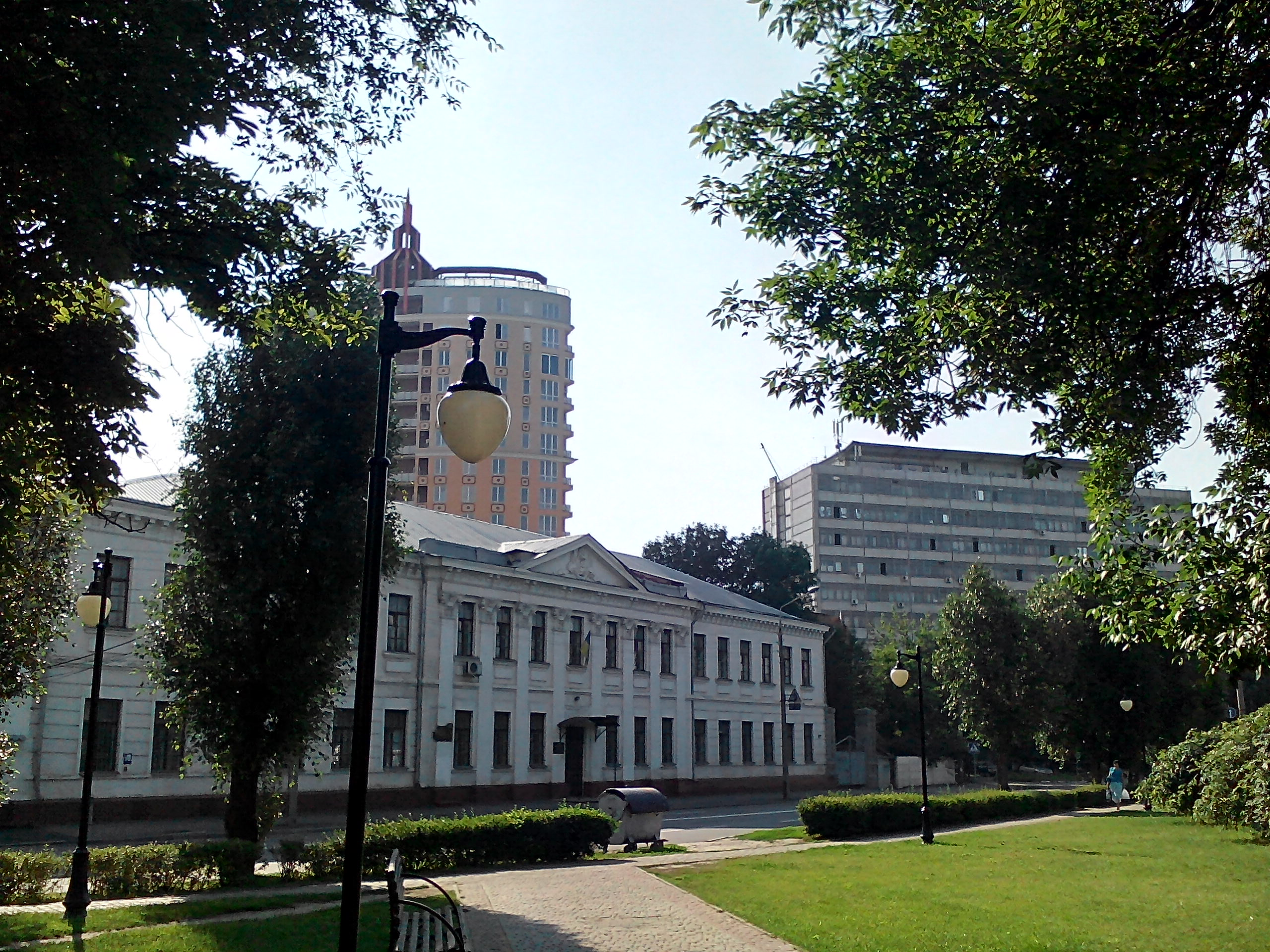
Будинок №1. Музичне училище ім. Лятошинського.
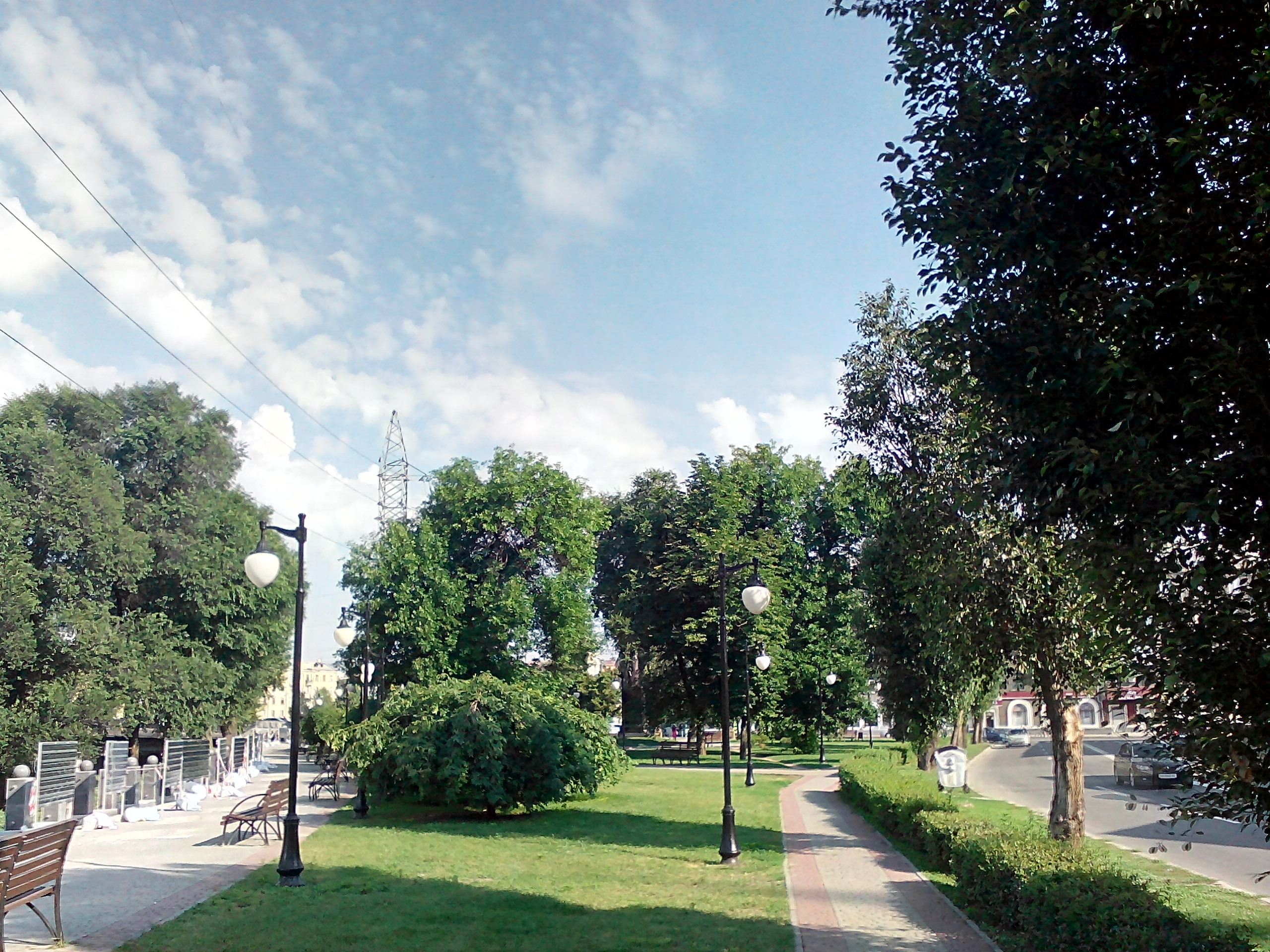
Гімназійний сквер, на початку набережної.
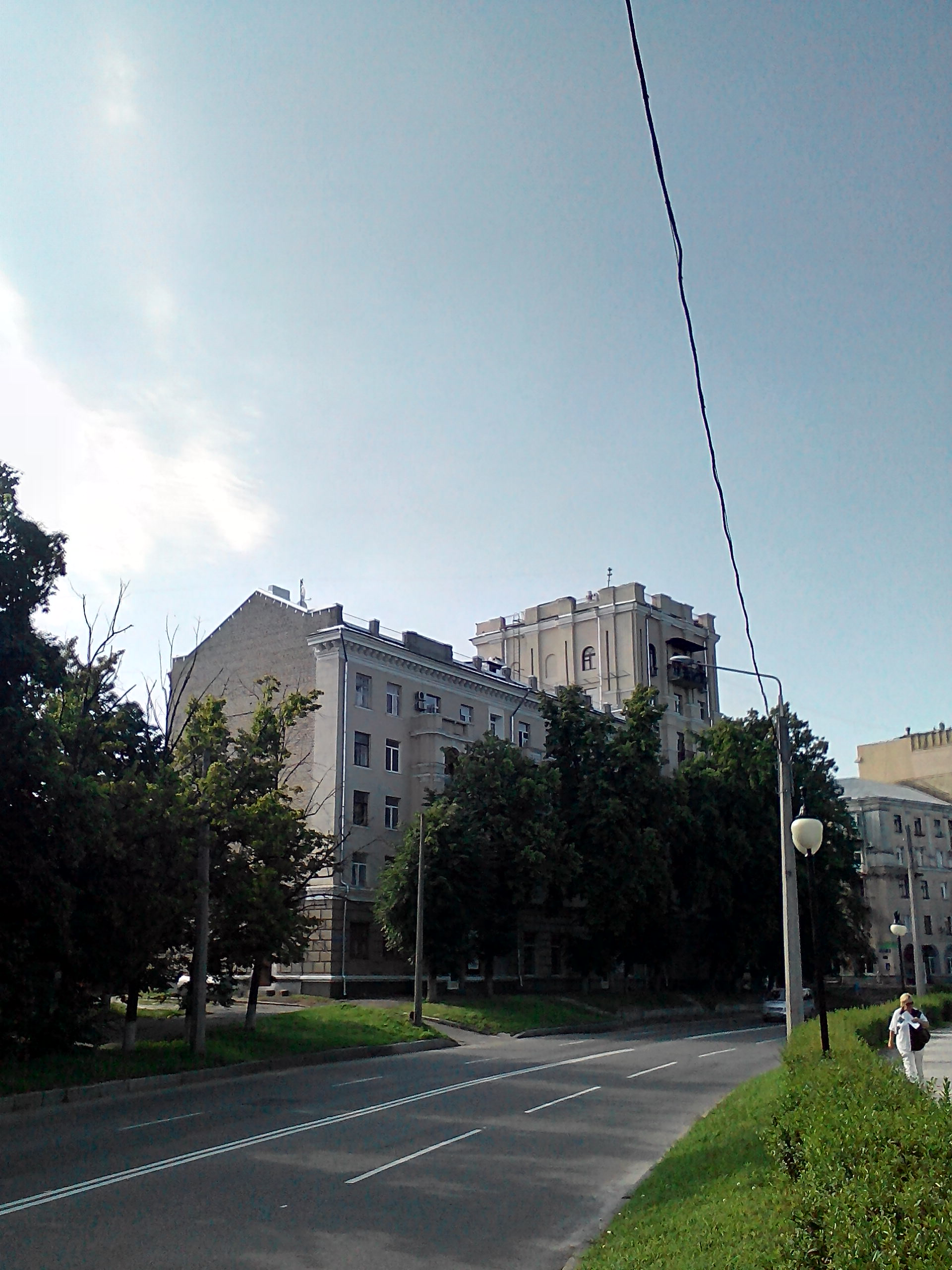
Будинок №4.
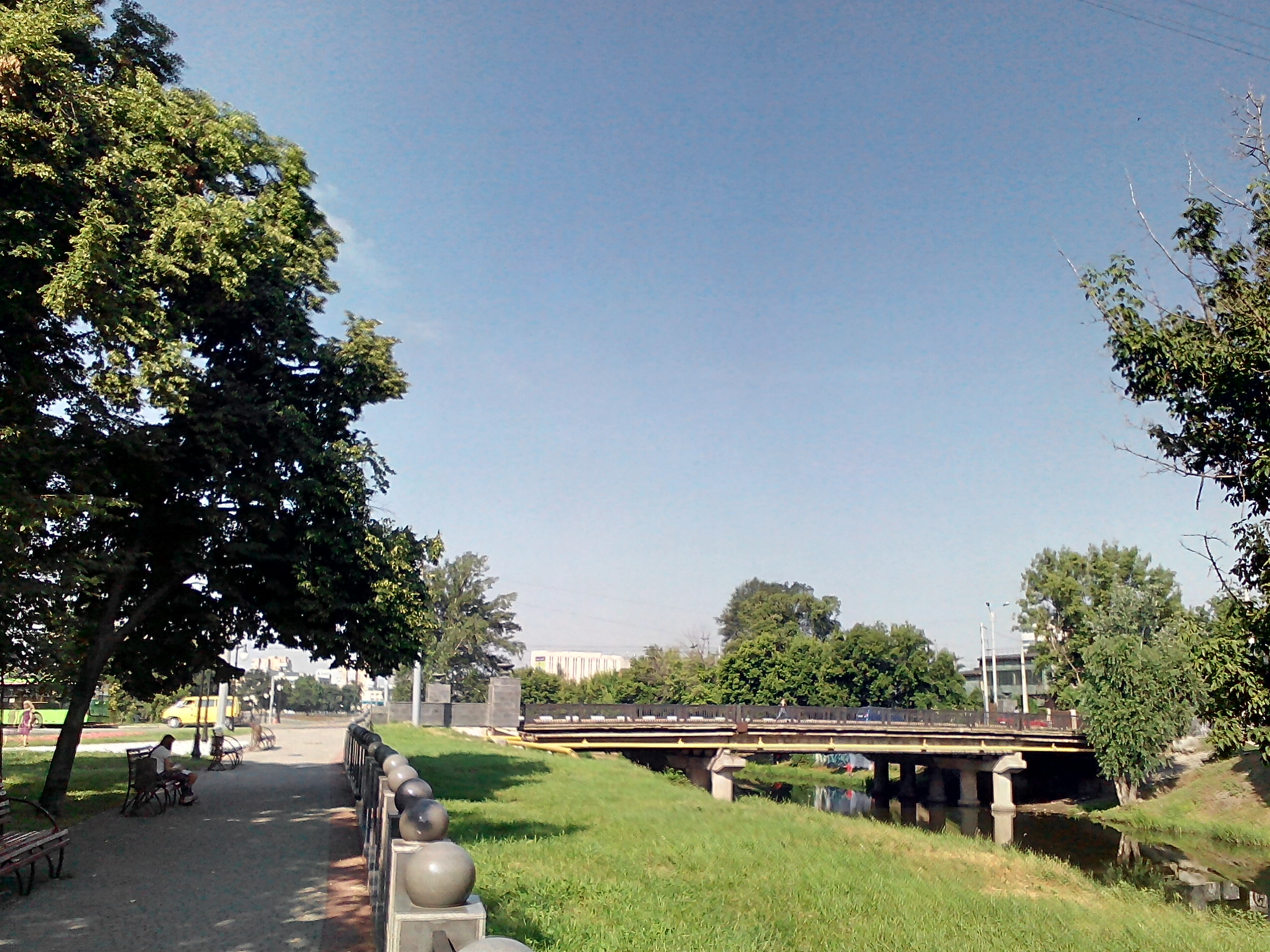
Вид з набережної на Подільський міст.
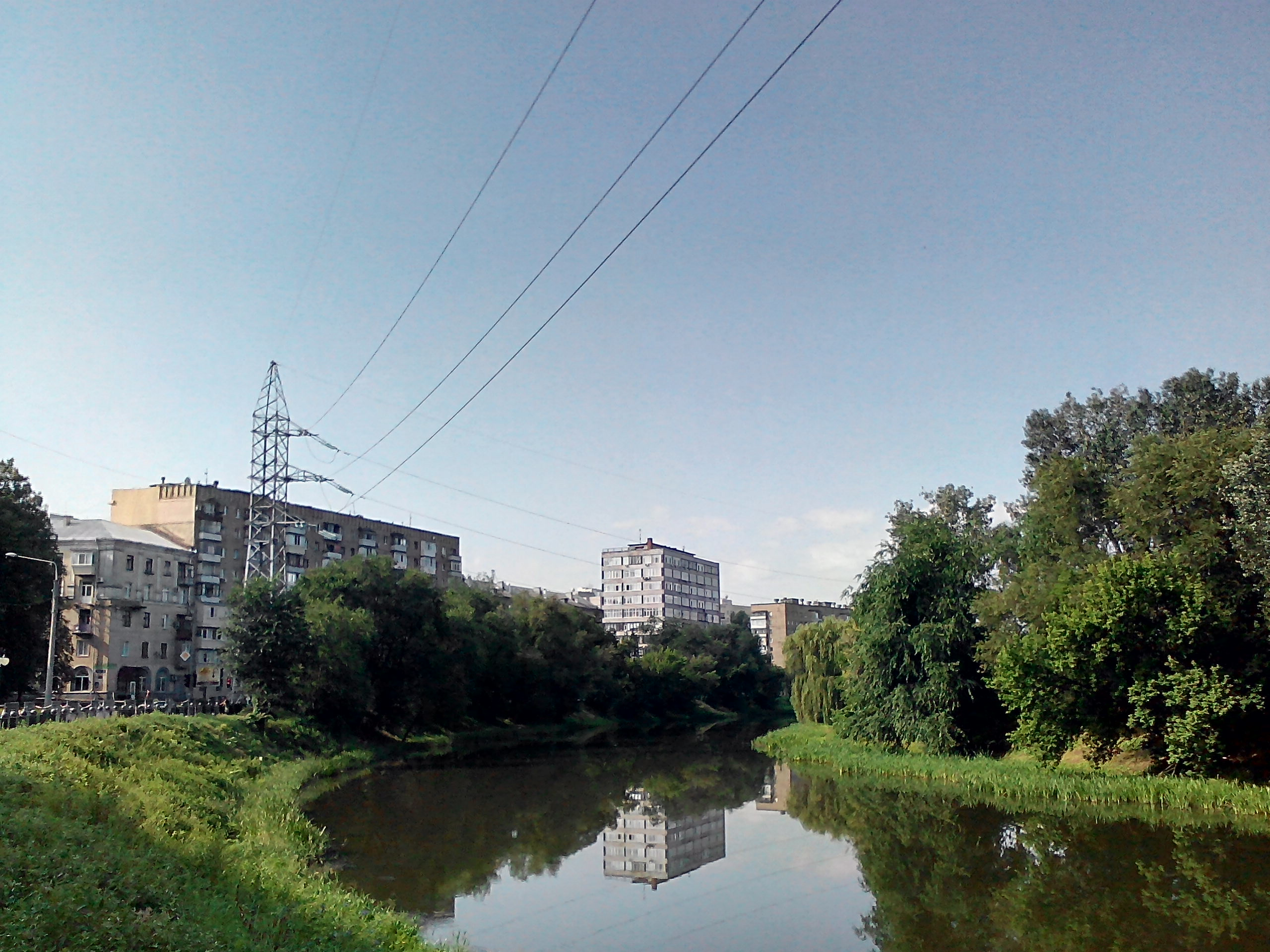
Річка Харків, вздовж лівого берегу якої розташована набережна